# Lisa Simpson
Lisa Marie Simpson is een tekenfilmpersonage uit de tekenfilm The Simpsons.
Matt Groening, de bedenker van de tekenfilm, noemde het personage naar zijn zus. Lisa wordt ingesproken door Yeardley Smith.
Lisa heeft geel, stekelig haar en draagt het liefst een rode jurk met een halsketting van parels.
Lisa is de 8-jarige dochter van Homer en Marge Simpson. Ze heeft een oudere broer, Bart, en een jonger zusje, Maggie.

## Persoonlijkheid
Lisa is een uitzonderlijk slim kind, met een IQ van 159 en is lid van Mensa Springfield. Ze ontwierp zelfs een keer een perpetuum mobile. Ondanks haar hoog IQ worstelt ze met typische jeugdproblemen. In de aflevering Today, I am a Clown had Lisa een denkbeeldig Joods vriendje genaamd Rachel Cohen. Vooral in het eerste seizoen vertoonde Lisa veel grillen van een kind van acht. Zo wilde ze bijvoorbeeld een pony, was dol op tv-kijken, en had geregeld gevechten met Bart. Vanwege haar rebelse (soms antisociale) gedrag heeft ze geregeld, net als haar broer Bart, straf gekregen op school.
Lisa is duidelijk meer betrokken bij wereldproblemen dan de andere familieleden. Lisa is tevens de enige in het gezin die zich interesseert voor het boeddhisme en Het Achtvoudige Pad wil volgen, hoewel ze nog steeds trouw is aan de christelijke kerk.
Volgens critici sluit haar personage perfect aan bij die kinderen die zich niet begrepen voelen door volwassenen. Lisa deelt haar slimme persoonlijkheid met veel andere vrouwelijke leden in de familie Simpson.
Lisa is vegetariër. In "Lisa the Vegetarian" uit ze haar onvrede over Homers barbecue. 

## Activititeiten
Lisa is een muzikaal talent. Ze speelt graag saxofoon en speelt ook basgitaar, accordeon en piano. ze zingt met een krachtige stem. Haar favoriete muziek is jazz.
Lisa spreekt vloeiend Italiaans en ook wat woorden Frans, Duits en Zweeds. Ze lijkt tevens Chinees te kunnen verstaan. Ook kan ze goed Spaans praten.